# ListenRadio
ListenRadio（リッスンラジオ）は、株式会社ディーピーエヌが運営する、コミュニティFM等のラジオ番組をウェブサイトおよびアプリケーションソフトウェアでストリーミング配信しているプラットフォーム。公式略称は「リスラジ」。

## 概要
全国のCommunity SimulRadio Alliance（CSRA）加盟のコミュニティFMおよび、放送免許を持たないインターネットラジオ局（コミュニティ放送の免許を返上した局や、将来コミュニティ放送への移行を目指す局など）がサービスを展開している。コミュニティFMについては、原則地上波のサイマル配信である。日本全国に限り、すべてのチャンネルが無料で、また地域の制限なく聴取できる。
かつてはJ-POP番組などの独自の音楽チャンネル「おすすめ番組まとめチャンネル」も配信していたが、日本レコード協会などの申し入れ（音楽配信の中止を巡る問題に後述）を受け、2017年1月6日に「おすすめ番組まとめチャンネルの配信停止のお知らせ」を発表し、同年3月末に配信を終了した。
CSRA自身も「SimulRadio」を運営しているが、そのSimulRadioとは別系統の配信ルートとしての側面も持ち合わせており、放送局によってはSimulRadioで聴取できない場合にこのListenRadioに誘導するケースもしばしばある。
放送局によって自社制作以外の番組（J-WAVEやミュージックバードの再送信など）は配信の有無が分かれる。また、SimulRadioと併用している放送局では、ListenRadioと配信時間帯が異なることがある。

## 聴取方法
- パソコン（一般的なインターネットブラウザ） - ウェブサイトを開き、聴取したい放送局やジャンルをクリックする。OS・ブラウザの制約も少ない。
- iOS（iPhone、iPod touch、iPad）、Android - 専用アプリを使用して聴取が可能。パソコンのサイトにアクセスするとそれぞれのアプリストアに誘導される。

## 歴史
- 2012年
  - 4月27日 - Android、iOS端末でサービス開始[3]。
  - 12月17日 - PC向けサービス開始[4]。
- 2013年7月16日 - チャンネル数を115チャンネルに拡大[5]。CSRA加盟のコミュニティFMの一部が再送信開始。
- 2017年4月1日 - 運営会社が株式会社エムティーアイから株式会社ディーピーエヌへ譲渡される。コミュニティFM局以外のチャンネルの配信を終了。
- 2019年
  - 7月 - スマートフォンアプリ限定でオリジナルコンテンツ「リスラジ寄席」を配信開始。
  - 11月 - スマートフォンアプリ限定で上記「リスラジ寄席」を含むオリジナルコンテンツ編成「リスラジプレミアム」を配信開始。

### 音楽配信の中止を巡る問題
2015年2月9日、日本レコード協会（以下、RIAJ）およびソニー・ミュージックエンタテインメント（以下、SME）は、全国コミュニティFMラジオ局のうち48局宛てに、各局が配信中の「Find your music」について、「情報料または広告料等収入がなく、放送区域内における電波不到達地域の解消を目的とした通信」に係る使用料規程細則の適用基準に違反している、として、「スマートフォン・パソコン向け配信サービスListenRadioにおける『音楽番組まとめチャンネル』を通じた配信を2月末日までに中止しなければ、サイマルラジオ許諾契約を解除する」旨の『催告書』を送付した。
これを受けてコミュニティFMラジオ局39局は2月26日、RIAJとSMEを相手取り、サイマルラジオにおける商業用レコードの利用許諾について契約上の地位を仮に定める旨の決定を求め、東京地方裁判所に仮処分命令の申し立てを行った。前述の件について、「違反に該当する事実はなく、または既に解消されている。許諾契約を解除する理由は存在しない」と反論している。申し立てに合わせ、同年2月28日をもってメインチャンネルの名称を変更するとともに、事前の曲名表示を取りやめた。
2017年4月1日、リスラジは運営会社の移行を機に「音楽番組まとめチャンネル」の配信を停止した。

## チャンネル

### オリジナル
- リスラジプレミアム
- 試験放送

### 全国のラジオ局
2025年4月1日現在、配信中のコミュニティ放送局は以下の通り。表のカテゴリおよび順、配信局名はListenRadio内の表記に準じる（ただし局名の全角アルファベットについてはWikipedia:表記ガイド#アルファベットに基づき半角に改めている）。
| 地区         | 配信局名                               | 所在地                 |
| ------------ | -------------------------------------- | ---------------------- |
| ネット放送局 | たこみんFM                             | 千葉県香取郡多古町     |
| ネット放送局 | かしみんFM                             | 千葉県柏市             |
| 北海道       | FM ABASHIRI                            | 北海道網走市           |
| 北海道       | FMりべーる                             | 北海道旭川市           |
| 北海道       | FMねむろ                               | 北海道根室市           |
| 北海道       | FMくしろ                               | 北海道釧路市           |
| 北海道       | FMはまなす                             | 北海道岩見沢市         |
| 北海道       | FM JAGA                                | 北海道帯広市           |
| 北海道       | FM WING                                | 北海道帯広市           |
| 北海道       | さっぽろ村ラジオ                       | 北海道札幌市東区       |
| 北海道       | RADIOワンダーストレージ FMドラマシティ | 北海道札幌市厚別区     |
| 北海道       | 三角山放送局（札幌市西区）             | 北海道札幌市西区       |
| 北海道       | ラジオカロスサッポロ                   | 北海道札幌市中央区     |
| 北海道       | FMアップル                             | 北海道札幌市豊平区     |
| 北海道       | FMおたる                               | 北海道小樽市           |
| 北海道       | FMメイプル                             | 北海道北広島市         |
| 北海道       | wi-radio                               | 北海道伊達市           |
| 東北         | BeFM                                   | 青森県八戸市           |
| 東北         | カシオペアFM                           | 岩手県二戸市           |
| 東北         | ラヂオもりおか                         | 岩手県盛岡市           |
| 東北         | みやこハーバーラジオ                   | 岩手県宮古市           |
| 東北         | ラヂオ気仙沼                           | 宮城県気仙沼市         |
| 東北         | ラジオ石巻                             | 宮城県石巻市           |
| 東北         | BAY WAVE                               | 宮城県塩竈市           |
| 東北         | RADIO3                                 | 宮城県仙台市若林区     |
| 東北         | fmいずみ                               | 宮城県仙台市泉区       |
| 東北         | なとらじ801                            | 宮城県名取市           |
| 東北         | 鹿角きりたんぽFM                       | 秋田県鹿角市           |
| 東北         | エフエム椿台                           | 秋田県秋田市           |
| 東北         | 横手かまくらエフエム                   | 秋田県横手市           |
| 東北         | FMゆーとぴあ                           | 秋田県湯沢市           |
| 東北         | FM Mot.Com                             | 福島県本宮市           |
| 東北         | KOCOラジ                               | 福島県郡山市           |
| 東北         | FMいわき                               | 福島県いわき市         |
| 関東         | FMひたち                               | 茨城県日立市           |
| 関東         | FMぱるるん                             | 茨城県水戸市           |
| 関東         | FMうしくうれしく放送                   | 茨城県牛久市           |
| 関東         | まえばしラジオ                         | 群馬県前橋市           |
| 関東         | FMふっかちゃん                         | 埼玉県深谷市           |
| 関東         | FMわたらせ                             | 埼玉県加須市           |
| 関東         | フラワーラジオ                         | 埼玉県鴻巣市           |
| 関東         | ハローハッピー・こしがやエフエム       | 埼玉県越谷市           |
| 関東         | REDS WAVE                              | 埼玉県さいたま市浦和区 |
| 関東         | FM Kawaguchi                           | 埼玉県川口市           |
| 関東         | 775ライブリーFM                        | 埼玉県志木市・朝霞市   |
| 関東         | レインボータウンFM                     | 東京都江東区           |
| 関東         | エフエム世田谷                         | 東京都世田谷区         |
| 関東         | 調布FM                                 | 東京都調布市           |
| 関東         | FMたちかわ                             | 東京都立川市           |
| 関東         | Tokyo Star Radio（八王子FM）           | 東京都八王子市         |
| 関東         | かわさきFM                             | 神奈川県川崎市中原区   |
| 関東         | FMカオン                               | 神奈川県海老名市       |
| 北信越       | FM N1                                  | 石川県野々市市         |
| 北信越       | ラジオ・ミュー                         | 富山県黒部市           |
| 北信越       | 敦賀FM                                 | 福井県敦賀市           |
| 東海         | エフエムEGAO                           | 愛知県岡崎市           |
| 近畿         | ラジオスイート                         | 滋賀県東近江市         |
| 近畿         | エフエム花                             | 滋賀県甲賀市           |
| 近畿         | FM87.0 RADIO MIX KYOTO                 | 京都府京都市北区       |
| 近畿         | 京都三条ラジオカフェ                   | 京都府京都市中京区     |
| 近畿         | FMおとくに                             | 京都府長岡京市         |
| 近畿         | FMたんご                               | 京都府京丹後市         |
| 近畿         | BAN-BANラジオ                          | 兵庫県加古川市         |
| 近畿         | FMジャングル                           | 兵庫県豊岡市           |
| 中国・四国   | DARAZ FM                               | 鳥取県米子市           |
| 中国・四国   | FMびざん                               | 徳島県徳島市           |
| 中国・四国   | FM815（高松）                          | 香川県高松市           |
| 九州・沖縄   | AIR STATION HIBIKI                     | 福岡県北九州市若松区   |
| 九州・沖縄   | チョクラジ                             | 福岡県直方市           |
| 九州・沖縄   | FMのべおか                             | 宮崎県延岡市           |
| 九州・沖縄   | エフエムたつごう                       | 鹿児島県大島郡龍郷町   |
| 九州・沖縄   | あまみエフエム                         | 鹿児島県奄美市         |
| 九州・沖縄   | FMやんばる                             | 沖縄県名護市           |
| 九州・沖縄   | FMぎのわん                             | 沖縄県宜野湾市         |
| 九州・沖縄   | ぎのわんシティFM                       | 沖縄県宜野湾市         |
| 九州・沖縄   | fm那覇                                 | 沖縄県那覇市           |
| 九州・沖縄   | FMとよみ                               | 沖縄県豊見城市         |
| 九州・沖縄   | FMいしがきサンサンラジオ               | 沖縄県石垣市           |

### 過去のチャンネル
ジャンル
- 番組まとめ（Find Your Music!）
  - J-POP番組まとめ→おすすめ番組まとめ1
  - 洋楽/アニメ/K-POP番組まとめ→おすすめ番組まとめ2

- ラブソング
- 歌謡曲
- デジタルクラシック
- ジャズ
- カフェミュージック
- ポップス
- ヒップホップ/R&B
- レゲエ
- ロック
- クラブ/ダンス
- アニメ/ゲーム
- イージーリスニング
- ヒーリング
- オルゴール

ブランド
- ロッカーズアイランド
- IRWA records
- Riddim Nation
- Fan Music富ヶ谷
- i-Rock JAM
- MUMIX Radio
- PoNT TAiL
- VAA
- WASABEAT
- Wimba
- アスノカケハシ
- みよー

シチュエーション
- 目が覚めたとき
- ドライブするとき
- 食卓やキッチンで
- 勉強中・仕事中に
- ランニングしながら
- 掃除や洗濯しながら
- のんびりしてるとき
- お酒を飲んでいるとき
- 寝室やリビングで

気持ち
- 恋してるときに
- テンションあげたいときに
- リラックスしたいときに
- 落ち込んでいるときに
- 集中したいときに
- イライラしてるときに
- 疲れているときに
- 暇を持て余しているときに
- 現実逃避したいときに

なんとなく
- 赤
- 橙
- 黄
- 緑
- 青
- 藍
- 紫
- 黒
- ピンク
- 白
- 茶色
- 水色

バラエティ
- 耳で聴くオーディオブック
  - ビジネス書
  - 童話・むかしばなし
  - 名作

- もしも声優がいっぱい住んでいるマンションがあったら - 2015年9月末まで配信。10月から配信局が超!A&G+に移動し、リスラジでの配信を終了した
- Owarai.radio